# Piaseczyńsko-Grójecka Kolej Wąskotorowa

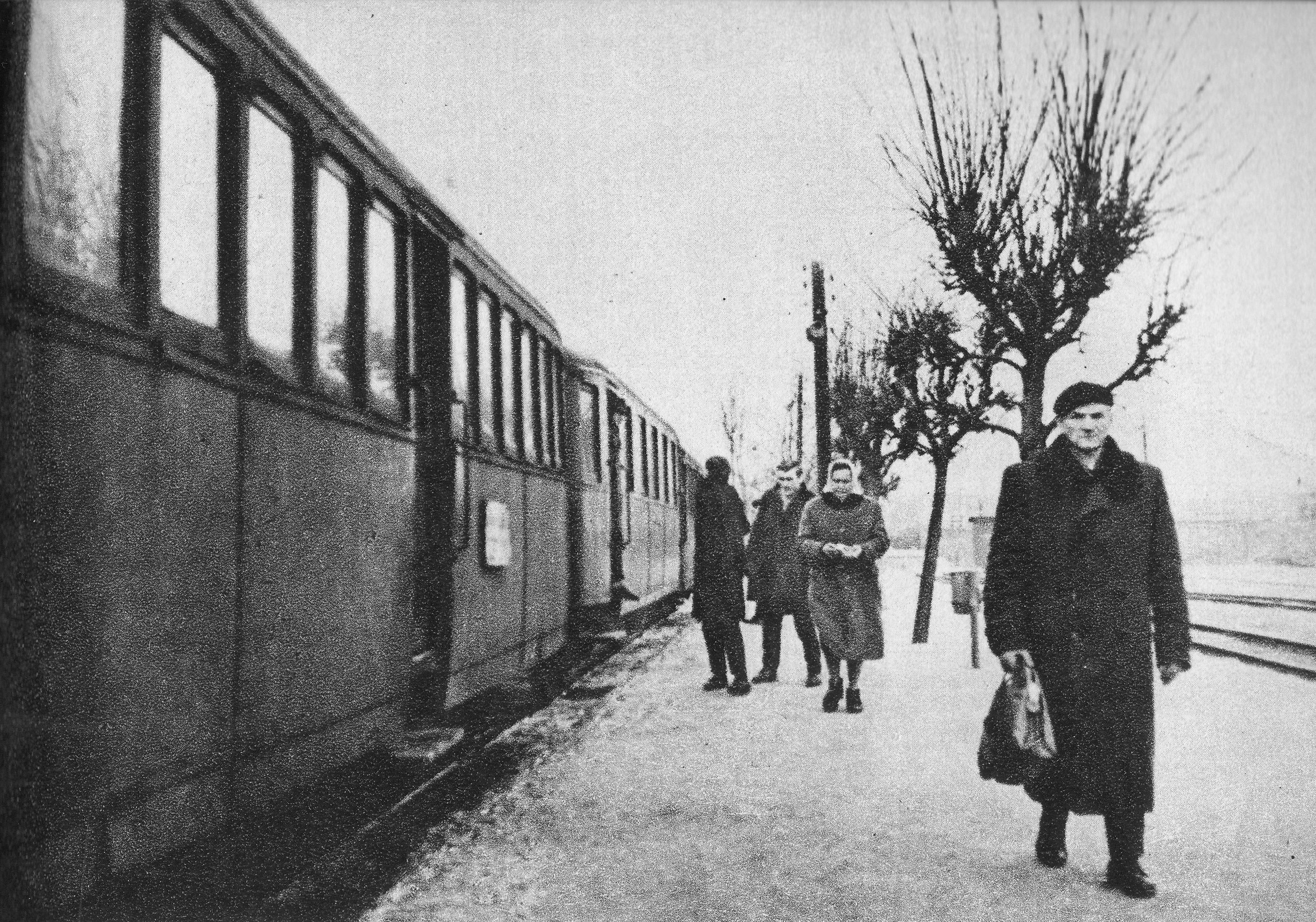
Przystanek w Pyrach

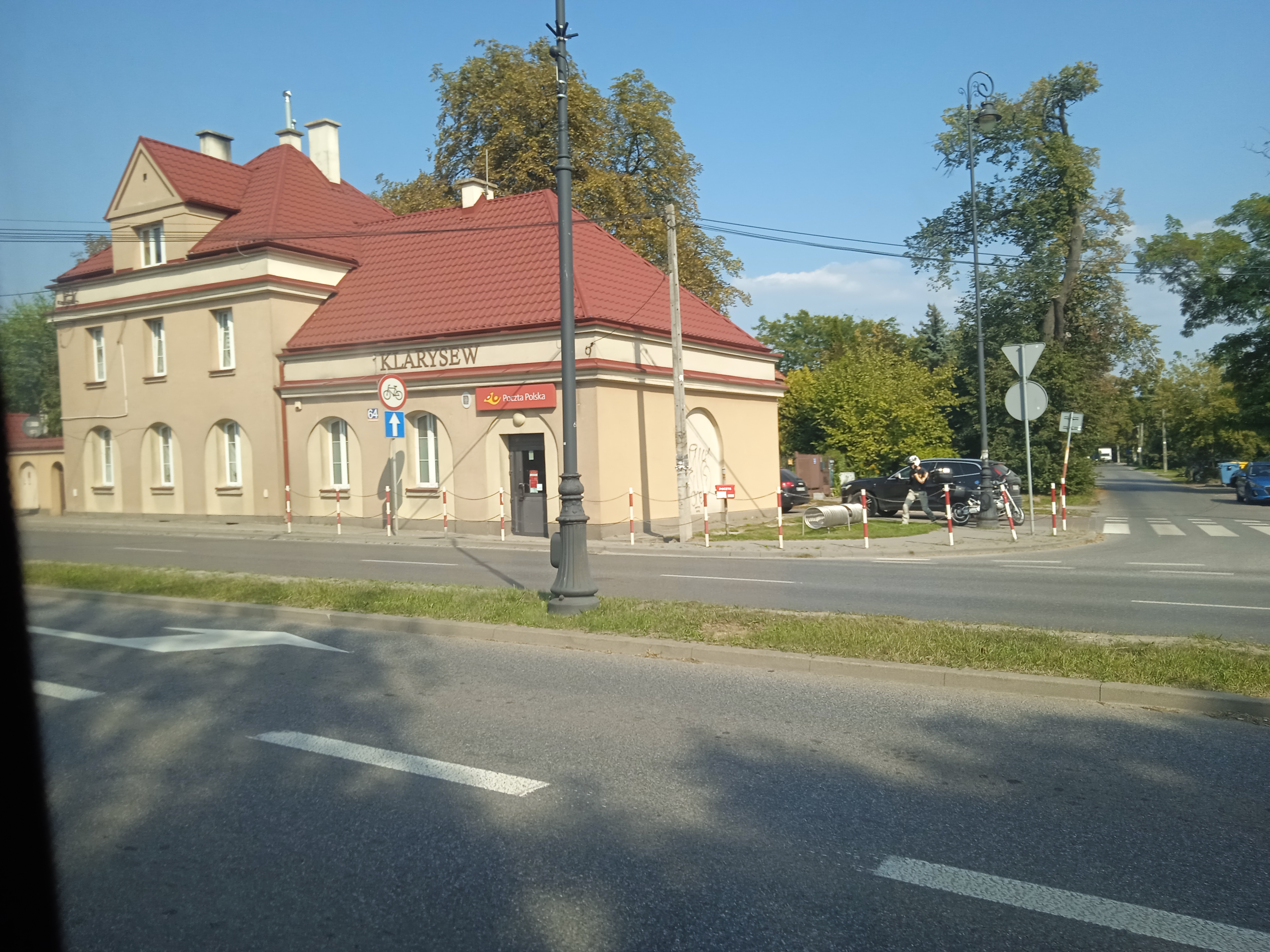
Budynek dworcowy w Klarysewie, gminie Konstancin-Jeziorna jest jedną z pozostałości niegdysiejszej Kolei Wilanowskiej.

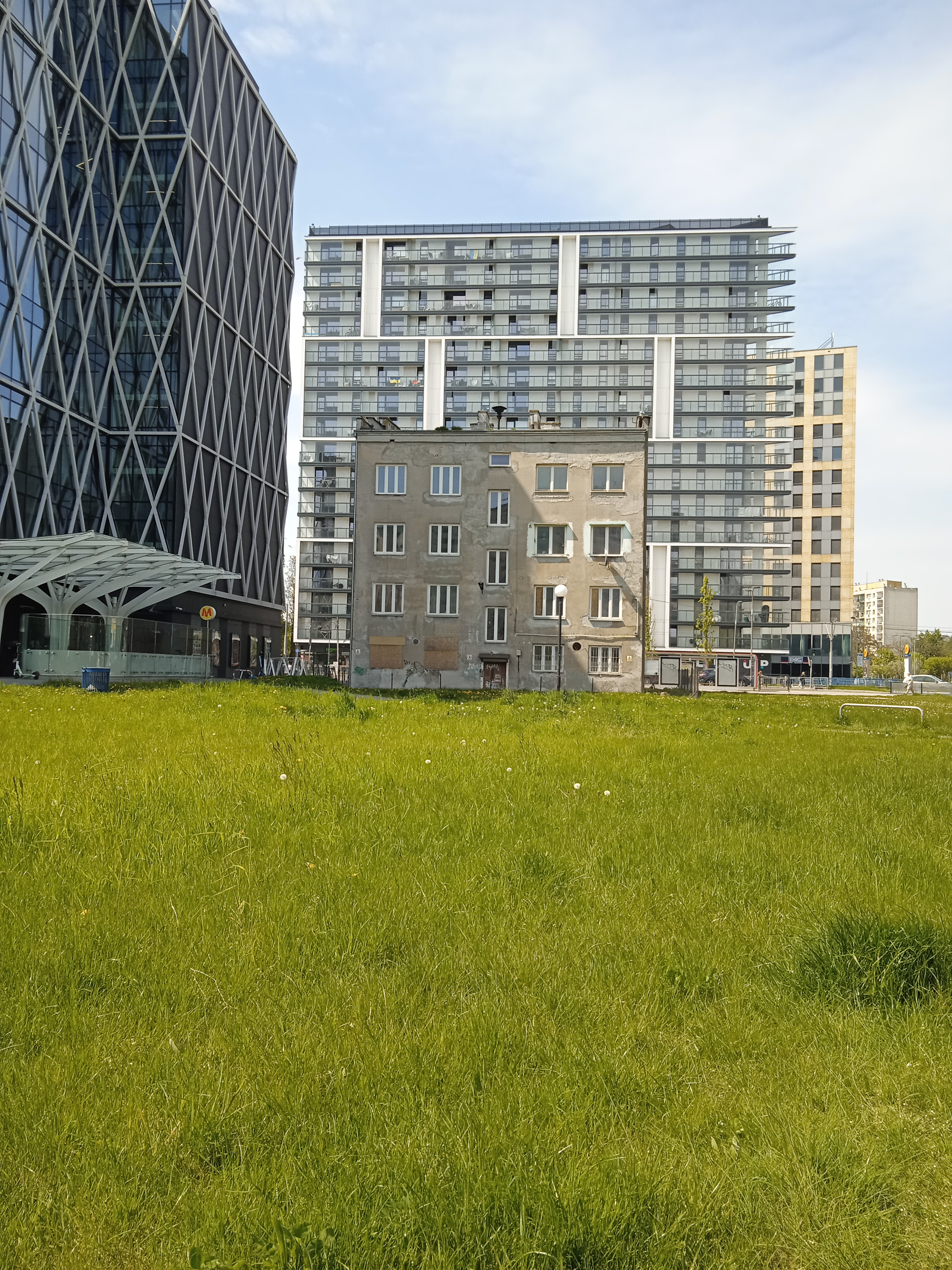
Budynek mieszkalny zwany ,,domem zawiadowcy" jest jedną z pozostałości stacji Szopy Polskie (od okupacji niemieckiej znanej jako ,,Warszawa Południowa" i ,,Dworzec Południowy"). Dziś obiekt znajduje się nad stacją metra Wilanowska i w pobliżu wejść do niej.

Piaseczyńsko-Grójecka Kolej Wąskotorowa (do 2004 roku Grójecka Kolej Dojazdowa), zwyczajowo kolejka grójecka – wąskotorowa kolej turystyczna będąca aktualnie największą działającą koleją wąskotorową w okolicach Warszawy, z prześwitem toru 1000 mm. Jest ostatnim zachowanym fragmentem uruchomionej w 1898 kolejki grójeckiej. W latach 30. XX wieku funkcjonowała w ramach przedsiębiorstwa Warszawskie Koleje Dojazdowe.

## Historia

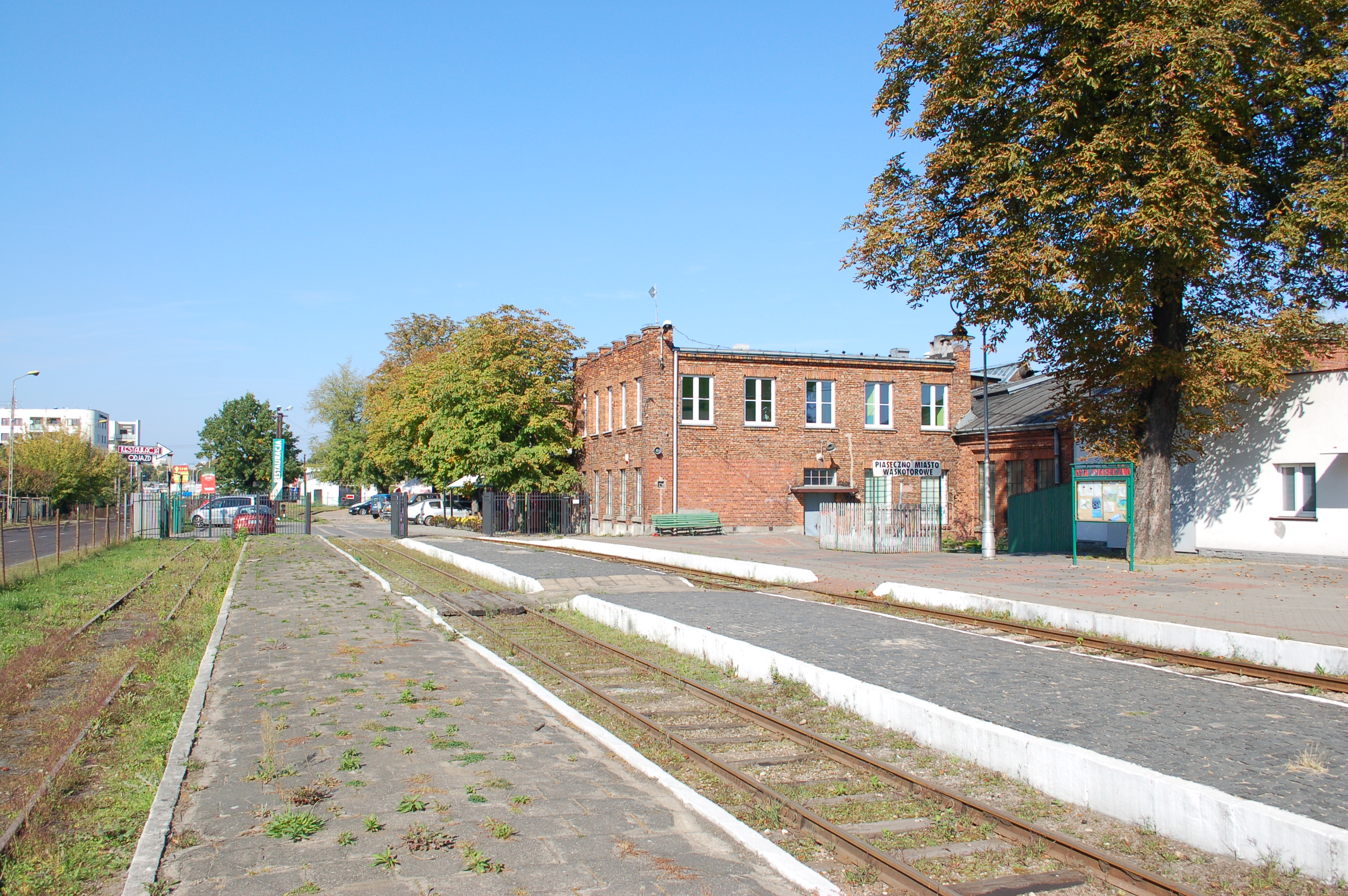
Stacja Piaseczno

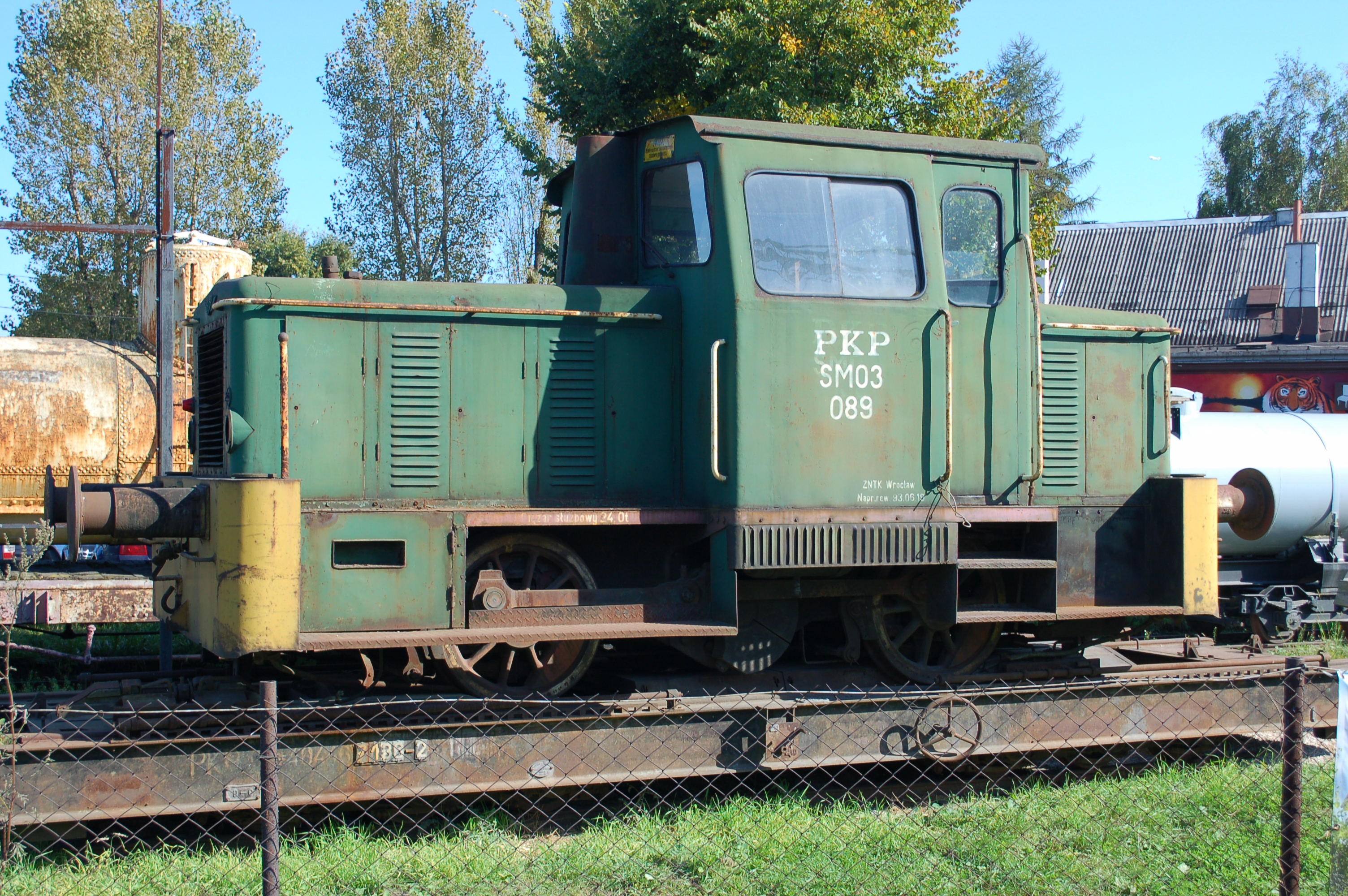
SM03 w Piasecznie

### Pierwsze lata
Budowę kolejki grójeckiej rozpoczęto w 1898 roku z inicjatywy warszawskiego krawca Eugeniusza Paszkowskiego. Paszkowski, choć był człowiekiem zamożnym, zdawał sobie sprawę, że jest to duża i kosztowna inwestycja, dlatego też dobrał sobie zamożnych wspólników, którymi byli książę Stefan Lubomirski, hrabia Tomasz Zamoyski. Nieoficjalnie do spółki dołączył także cadyk Alter z Góry Kalwarii. Wybór trasy Kolei nie był przypadkowy, w okolicach znajdowały się zakłady produkujące cegły (które były wówczas bardzo potrzebne w warszawskim budownictwie), zakłady przemysłowe oraz rozwijał się ruch pasażerski. Trakcję konną zastąpiono parową. Trasa przebiegała z Warszawy do Grójca, Góry Kalwarii oraz Konstancina.

### I wojna światowa
W 1914 roku ruszyły pociągi z Warszawy do Grójca. Na wiosnę 1915 roku rosyjskie wojska kolejowe przystąpiły do budowy torowiska w kierunku Nowego Miasta. W lipcu 1915 wojska niemieckie przerwały front wzdłuż Pilicy. Rosjanie w pośpiechu zaczęli się wycofywać, dewastując jednocześnie torowiska. W sierpniu 1915 do Warszawy wkroczyły oddziały niemieckie. Nowe władze okupacyjne wprowadzając swoje rygory uznały, że należy jak najszybciej uruchomić transport kolejowy. Zalecenia te dotyczyły również kolei wąskotorowych. Było to podyktowane oczywiście względami strategicznymi. Dzięki temu szybko odbudowano zniszczoną infrastrukturę Kolei Grójeckiej. By jak najszybciej wznowić ruch, Niemcy dostarczyli parowóz firmy Borsig pracujący dotychczas na linii tramwajów łódzkich oraz sześć ciężkich wagonów osobowych z kolei Wernigerode.
Od 1916 na Kolej Grójecką przybył nowo zakupiony tabor. Pochodził on z fabryk niemieckich (parowozy), oraz polskich (wagony).
W Warszawie funkcjononowało wtedy kilka wytwórni taboru, m.in.: Lilpopa, Gostyńskiego czy Kosińskiego. Przystąpiono również do odbudowy zniszczonej linii między Grójcem a Mogielnicą oraz przygotowań do doprowadzenia szlaku do Nowego Miasta. Pierwszy pociąg do Mogielnicy przybył 5 lutego 1917 roku.

### Okres międzywojenny
Po I wojnie światowej Kolej Grójecka jako podstawowy środek transportu południowych okolic Warszawy, dostarczała podstawowy wtedy materiał budowlany, jakim były cegły. Wszystkie znajdujące się przy kolejce cegielnie pracowały pełną parą. Kontynuowane były także prace mające na celu rozbudowę szlaku między Mogielnicą a Nowym Miastem.
Okres międzywojenny dla Kolei Grójeckiej był etapem znaczącego rozwoju. W latach 1919–1939 znacznie powiększyła się liczba jednostek taborowych. Począwszy od 1934 trakcja parowa została poszerzona o trakcję spalinową. Początkowo w warsztatach w Piasecznie wybudowano we własnym zakresie trzy wagony motorowe. Jednocześnie w zakładach Lilpopa zamówiono siedem tego rodzaju pojazdów, które sukcesywnie były wprowadzane do eksploatacji. W piaseczyńskich warsztatach utworzono specjalną grupę pracowników zajmujących się konserwacją i naprawą taboru spalinowego. W 1932 roku połączono pod wspólnym zarządem koleje grójecką, wilanowską i jabłonowską (o innym rozstawie szyn), jako Warszawskie Koleje Dojazdowe. Kolej Grójecka wraz z wchłoniętą do swojej struktury Koleją Wilanowską, w okresie międzywojennym stała się podstawowym środkiem komunikacji i transportu południowych okolic Warszawy, obejmujących rejony piaseczyński i grójecki. Dzięki niej tereny te zaczęły się dynamicznie rozwijać.

### II wojna światowa
Rozwój kolei został przerwany we wrześniu 1939 roku przez wybuch II wojny światowej. Działania wojenne nie spowodowały większych szkód w infrastrukturze kolei. Stąd też po ich zakończeniu, w październiku 1939, przywrócono ruch pasażerski i towarowy. Przedsiębiorstwo zachowało status prywatnego i otrzymało tzw. Powiernika z ramienia Kolei Rzeszy. Skutkowało to wprowadzeniem zasad obowiązujących na kolejach niemieckich.
Kolej Grójecka stała się również ważnym ogniwem zaopatrzenia warszawiaków w produkty żywnościowe objęte przez okupanta reglamentacją. W potocznym języku nazywano to „szmuglem”. Większość wagonów pod podłogami była wyposażona przez kolejarzy w specjalne skrzynie, w których przewożono produkty żywnościowe. Pochodziły one najczęściej z okolic Grójca i Nowego Miasta.

### Okres powojenny
17 stycznia 1945 roku, po pięcioletniej okupacji niemieckiej, Warszawa została zajęta przez wojska radzieckie. Infrastruktura Kolei Grójeckiej była zniszczona w 50%. Gdy front przesunął się na zachód kolejarze przystąpili do usuwania dewastacji, której dokonali okupanci. Na odcinku między Piasecznem a Grójcem prawie wszystkie mosty nie nadawały się do użytku. Piaseczyńskie warsztaty leżały w gruzach. Dzięki zaangażowaniu i poświęceniu załogi zachowany tabor udało się uruchomić. Rozpoczęła się odbudowa zniszczonej infrastruktury. Przy pomocy wojska udrożniono trasę do Nowego Miasta. Do Warszawy, na Dworzec Południowy, pierwszy pociąg dotarł w połowie lutego 1946. Kursy pociągów na całej linii odbywały się nieregularnie. Do Góry Kalwarii, na skutek uszkodzenia mostu pod Żabieńcem, ruch pociągów został wznowiony w maju 1946 roku.
W 1949 Kolej Grójecka, podobnie jak i inne koleje wąskotorowe w Polsce, została włączona w struktury PKP. Wiąże się to z wprowadzeniem zasad eksploatacji obowiązujących na polskich kolejach. Od tego czasu kolejka wzbogaca się o przesyłany tabor z kolei wąskotorowych.
Kolej Grójecka funkcjonowała nieprzerwanie dla ruchu pasażerskiego do roku 1991, zaś dla pociągów towarowych do 1996 roku.

### Współczesność

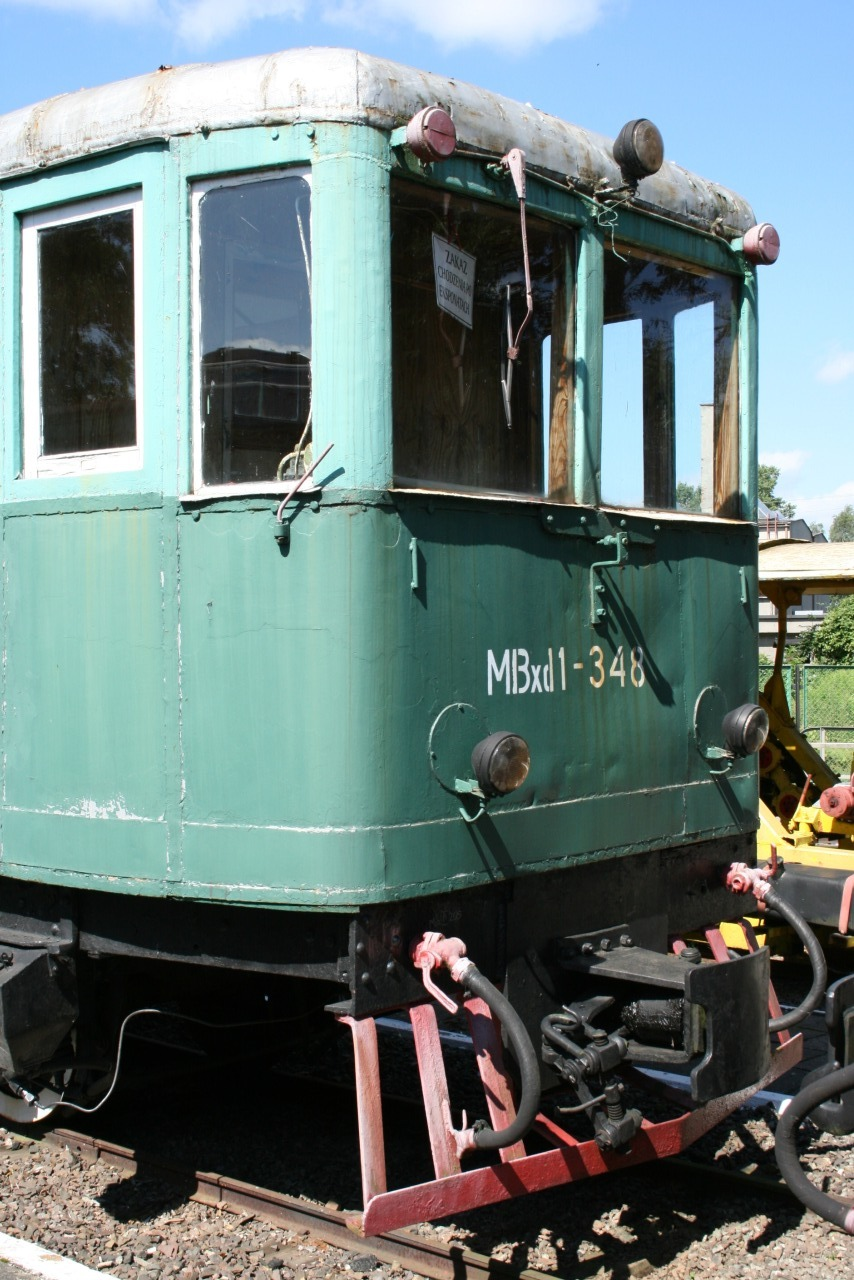
MBxd1-348 z Kolejki Grójeckiej w skansenie w Gryficach

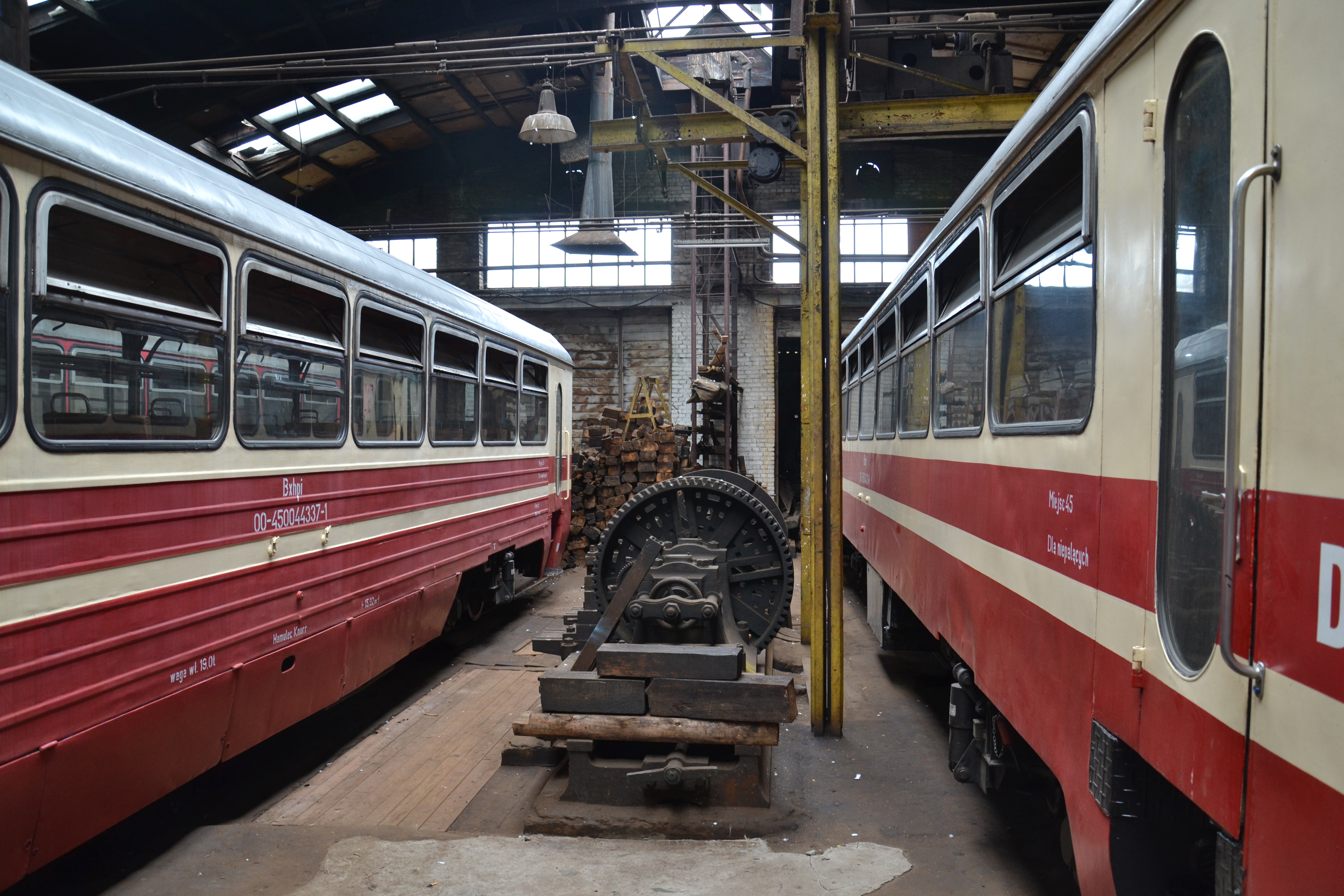
Turystyczne składy Bxhpi w lokomotywowni w Piasecznie

W 1994 roku została wpisana do Rejestru Zabytków województw warszawskiego i radomskiego.
W 1998 roku 19 maja powstało stowarzyszenie Towarzystwo Restauracji Grójeckiej Kolei Wąskotorowej, 3 października w Piasecznie obchodzono 100-lecie kolei grójeckiej, a 4 października uruchomiono parowóz Px48-3917. W 2000 Towarzystwo Restauracji Grójeckiej Kolei Wąskotorowej przekształciło się w Piaseczyńskie Towarzystwo Kolei Wąskotorowej. 29 kwietnia 2002 roku majątek Grójeckiej Kolei Dojazdowej został użyczony przez PKP władzom samorządowym powiatu piaseczyńskiego. 5 maja 2002 roku Piaseczyńskie Towarzystwo Kolei Wąskotorowej zostało operatorem na kolei grójeckiej.
W 2003 r. rozpoczął się remont kapitalny torowiska od Piaseczna do Tarczyna ze środków ONZ przyznanych Piaseczyńskiemu Towarzystwu Kolei Wąskotorowej. W 2004 zaczęto używać oficjalnie nazwy Piaseczyńska Kolej Wąskotorowa. Zdecydowano się na tę zmianę z uwagi na fakt, że całość obsługi nieruchomości, taboru i wszystkich spraw związanych z administrowaniem obiektu odbywa się w Piasecznie.
30 kwietnia 2004 roku Piaseczyńskie Towarzystwo Kolei Wąskotorowej uzyskało licencję na przewóz osób jako pierwszy operator kolei wąskotorowych w Polsce. Od 2006 roku zaczęto prowadzić ruch turystyczny, początkowo były to imprezy tematyczne: Święto 1 maja, Mikołajki, Sylwester. W kolejnych latach kontynuowano już z lepszym skutkiem i z większą liczbą pociągów ruch turystyczny na trasie Piaseczno – Tarczyn.
23 sierpnia 2009 roku po raz pierwszy od 5 lat wyruszył pociąg osobowy do Grójca, ale pociągi do tego miasta jeździły tylko do 2010 roku (ostatni przejazd: 3 października 2010). Mimo to, w 2011 roku stowarzyszenie zmieniło nazwę na Piaseczyńsko-Grójeckie Towarzystwo Kolei Wąskotorowej. 11 września 2014 roku majątek nieruchomy dawnej Grójeckiej Kolei Dojazdowej został przekazany na własność gminom, przez które kolei przebiega (Belsk Duży, Błędów, Grójec i Piaseczno. Obecnie kolej jeździ na trasie Piaseczno – Tarczyn – Piaseczno.

## Stan obecny
Kolej wąskotorowa organizuje ogólnodostępne wycieczki turystyczne (od marca do końca października co weekend, poza tym okresem okazjonalne wycieczki tematyczne „Mikołajki”, „Sylwester z kolejką”). Istnieje możliwość zorganizowania przejazdu na zamówienie.
W Piasecznie i Tarczynie zachowały się budynki stacji, które zostały zaadaptowane na cele mieszkalne, a w Piasecznie budynek biurowy, dwie hale, gdzie jest przechowywany tabor, drezyniarnia, budynek gospodarczy, w którym znajduje się kasa, budynek nastawni z urządzeniami sterującymi semaforami oraz ruiny starych magazynów wraz z torem technicznym 600 mm.
Szlak na odcinku Piaseczno Miasto Wąsk. – Tarczyn Wąsk. jest utrzymywany i bieżąco remontowany przez Piaseczyńsko-Grójeckie Towarzystwo Kolei Wąskotorowej. Jedyna czynna mijanka na tym odcinku znajduje się na stacji Złotokłos (11 kilometrów od Piaseczna). Oprócz dwóch semaforów kształtowych na stacji w Piasecznie (tory 1 i 2), oraz jednego semafora manewrowego karłowatego nie zachowały się żadne urządzenia sygnalizacyjne na używanym odcinku.
Kolej dysponuje czterema spalinowozami Lxd2 (Lxd2-453 wrak, Lxd2-454 sprawna, Lxd2-465 sprawna i Lxd2-466 pomnik)
Oprócz tego kolej posiada sprawną, ale w złym stanie technicznym lokomotywę Lyd2-04 (zakupiona z Cementowni „Odra” w Opolu).
Na naprawę oczekuje motowóz MBxd2-302. Do przejazdów używa się 6 rumuńskich wagonów osobowych serii Bxhpi, w tym jeden taneczny, jedną replikę wagonu „Wernigerode”. Są drezyny Wmc-159 oraz Wmc-158 (nieczynna i zdekompletowana, eksponowana jako pomnik), wagon towarowy „Brankard”, dwa pługi odśnieżne (803S-02 oraz drewniany serii S), lokomotywę normalnotorową SM03-089, kilka platform, cystern oraz wraków wagonów towarowych (w tym „Brankardy”).
Stacja Piaseczno Miasto Wąskotorowe znajduje się niecały kilometr od kolei normalnotorowej. Godzina wyjazdu i powrotu jest skomunikowana z pociągami z Warszawy i do Warszawy. Istnieje możliwość, aby wsiąść do pociągu na przystanku Piaseczno Wiadukt tuż nad dworcem, gdzie kolejka wąskotorowa zatrzymuje się na trasie przejazdu.
W roku 2013 rozebrano dawny dworzec kolejki w miejscowości Złotokłos. 26 czerwca 2014 pożar zniszczył kolejny budynek dworcowy w miejscowości Pawłowice-Kopana.
Piaseczyńsko-Grójeckie Stowarzyszenie Kolei Wąskotorowej prowadzi ogólnodostępne planowe pociągi turystyczne, które wyruszają ze stacji Piaseczno Miasto Wąskotorowe z ul. Henryka Sienkiewicza 14 w Piasecznie. Pociągi jeżdżą na liczącym 15 km odcinku trasy Piaseczno–Tarczyn–Piaseczno. W każdą niedzielę dla turystów indywidualnych organizowane są ognisko oraz dodatkowe atrakcje w miejscowości Runów.
Pociąg rusza w każdą niedzielę o godzinie 11:00, na trasie przejazdu mija się kilka stacji. Na stacji Tarczyn Wąskotorowy następuje oblot składu i powrót przez Runów, gdzie jest dłuższy postój oraz odbywa się piknik z ogniskiem. Nieopodal znajduje się park rozrywki, stylizowany na Dziki Zachód. Powrót do Piaseczna następuje około godziny 14:30. W soboty organizowane są imprezy tematyczne.
Na terenie stacji funkcjonują drezyniarnia z czynną obrotnicą oraz modelarnia z makietą, którą można zwiedzać co niedziele przed odjazdem pociągu.
W 2018 roku Piaseczyńsko-Grójeckie Towarzystwo Kolei Wąskotorowej wraz z Centrum Kultury w Piasecznie – Muzeum Regionalnym, Działem Edukacji Muzycznej, a także Muzeum Techniki im. Władysława Drybasa zorganizowało pierwszą Piaseczyńską Noc Muzeów, na której można było zwiedzać zabytkowe hale, drezynownię, a także przejechać się pociągiem. Na terenie imprezy można było także podziwiać zabytkowe pojazdy z Muzeum Techniki im. Władysława Drybasa, przejechać się zabytkową Nysą 522 z Krakowa czy wziąć udział w grze terenowej, a także w pokazach i koncertach.

## Linia
Kolej docierała z Piaseczna do Warszawy dwiema liniami: tzw. Kolejką Grójecką wzdłuż ulicy Puławskiej, niegdyś do pl. Unii Lubelskiej, później do Dworca Południowego (na miejscu dzisiejszej stacji Metro Wilanowska) oraz Kolejką Wilanowską, przez Konstancin i Jeziornę, Powsin, Wilanów do stacji Warszawa Belweder. Z Piaseczna jedna linia prowadziła na południowy wschód do Góry Kalwarii, a druga, główna, na południowy zachód, przez Grójec, Mogielnicę do Nowego Miasta nad Pilicą, z odgałęzieniem z Grójca do Jasieńca.

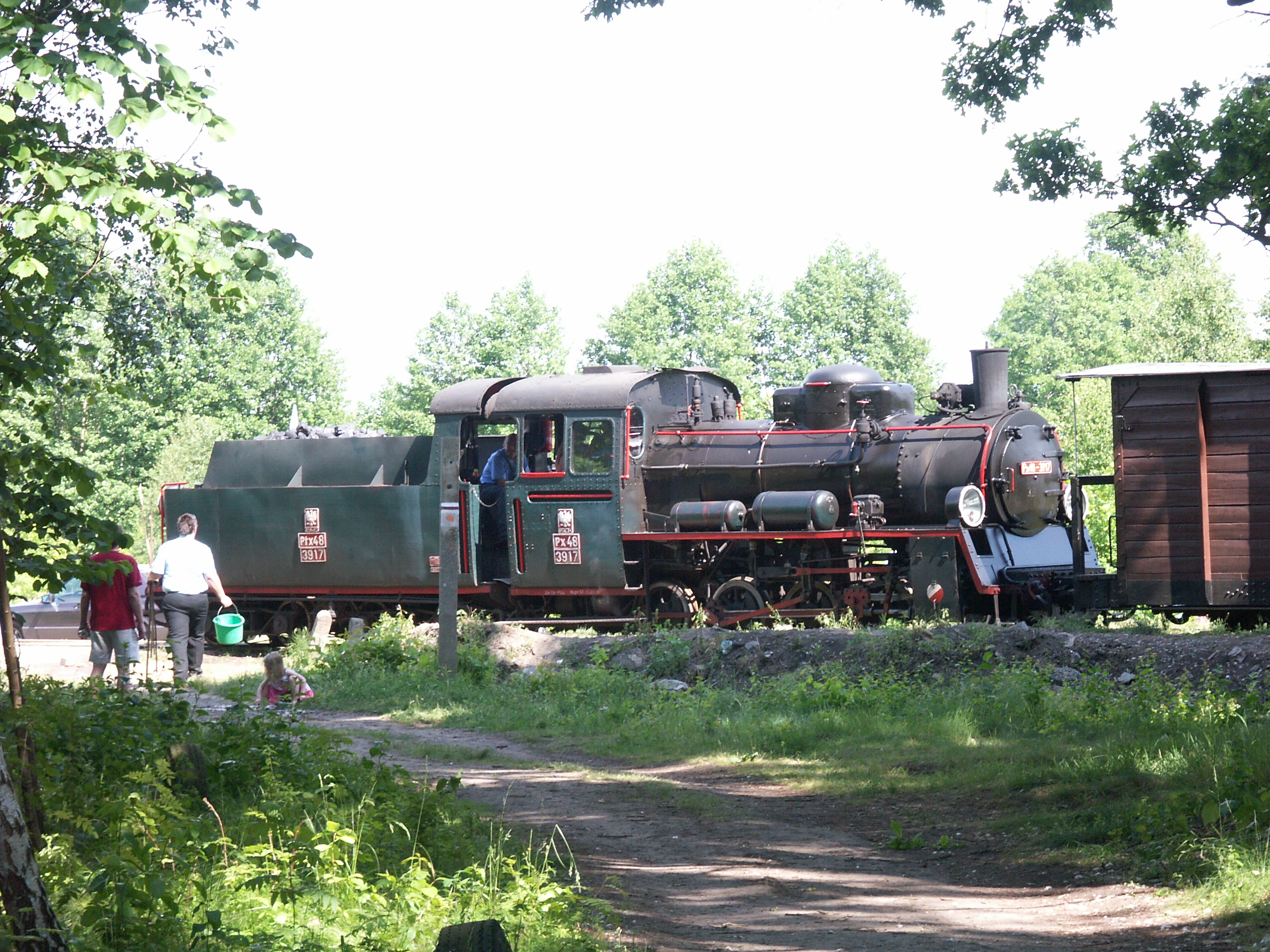
Parowóz Px48-3917 stoi z pociągiem turystycznym na p.o. Runów w czasie drogi powrotnej do Piaseczna w dniu 08.06.2008 roku.

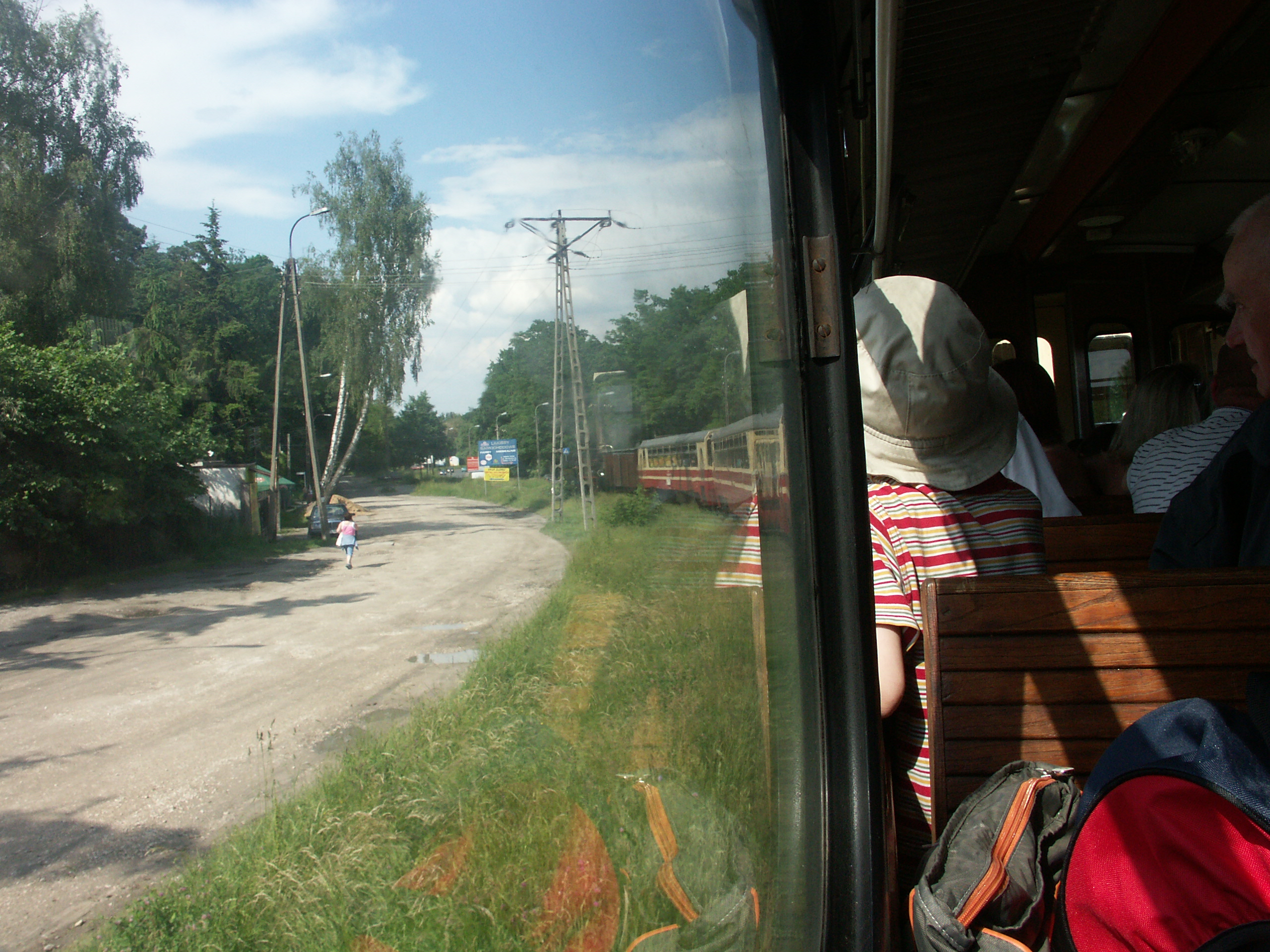
Pociąg Piaseczyńskiej Kolei Wąskotorowej zbliża się do stacji Piaseczno Zalesie (znanej potocznie jako Zalesie Dolne) podczas powrotu z wycieczki w dniu 08.06.2008 roku.

W chwili obecnej znaczną część torów rozebrano. W terenie pozostały tory łączące Piaseczno z Nowym Miastem nad Pilicą, z czego przejezdny jest odcinek Piaseczno – Tarczyn. 

## Kalendarium
- 1895 – pierwsze informacje prasowe o planach budowy kolei
- 17 lipca 1897 – uzyskanie przez Eugeniusza Paszkowskiego koncesji na działalność
- 13 maja 1898 – poświęcenie kamienia węgielnego na placu Keksholmskim (ob. plac Unii Lubelskiej)
- 18 maja 1898 – pierwsze prace nad budową do Piaseczna
- 30 października 1898 – otwarcie ruchu na linii od placu Keksholmskiego do Piaseczna[6]
- maj 1900 – zakończenie budowy linii do Góry Kalwarii, linii obwodowej w Piasecznie, i podłączenie linii do Gołkowa
- 18 sierpnia 1900 – pierwszy ogólnodostępny pociąg do Góry Kalwarii
- 21 czerwca 1912 – rozpoczęcie budowy linii z Gołkowa do Jasieńca przez Grójec
- 10 kwietnia 1914 – przejazd pociągu próbnego z Gołkowa do Grójca
- 15 maja 1914 – otwarcie ruchu publicznego od Gołkowa przez Grójec do Jasieńca
- maj 1915 – uruchomienie linii wojskowej z Grójca do Mogielnicy
- lipiec 1915 – ewakuacja przez Rosjan parowozów, obrabiarek i niszczenie całej infrastruktury kolei grójeckiej
- 1 stycznia 1916 – uruchomienie pociągów z trakcją parową
- 5 lutego 1917 – otwarcie ruchu publicznego do Mogielnicy
- 9 października 1920 – otwarcie ruchu publicznego do Brzostowca
- 20 września 1924 – otwarcie ruchu do Nowego Miasta
- 2 lutego 1935 – wyrok Sądu Okręgowego o usunięciu torów kolei wilanowskiej i kolei grójeckiej z ulic Warszawy
- lipiec 1935 – rozebranie linii dowozowej, rozebranie torów kolei wilanowskiej od placu Unii Lubelskiej do stacji Belweder, a kolei grójeckiej – od placu Unii Lubelskiej do ul. Odyńca róg Puławskiej
- 1 października 1935 – otwarcie bocznicy przemysłowej normalnotorowej od stacji Piaseczno do Fabryki Papieru „Mirków” w Jeziornie
- październik 1935 – rozpoczęcie budowy stacji towarowej przeładunkowej w Piasecznie, stycznej z torem PKP
- 1936 – przebudowa torów kolei wilanowskiej z szerokości 800 na 1000 mm i włączenie jej do kolei grójeckiej na stacji Iwiczna
- lipiec 1937 – wprowadzenie trakcji spalinowej na linii wilanowskiej
- 1938 – skrócenie linii na ul. Puławskiej do zbiegu ulic Ikara i Bukowieckiej, skrócenie linii do stacji Szopy
- maj 1942 – objęcie powiernictwa z ramienia Kolei Rzeszy nad kolejami prywatnymi przez niemieckiego zarządcę Karla Jurgensa
- 20 kwietnia 1943 – zmiana nazwy stacji Szopy na Dworzec Warszawa Południowa
- 13 kwietnia 1944 – śmierć Karla Jürgensa w wyniku zamachu
- 12 stycznia 1945 – ewakuacja maszyn, urządzeń i taboru, niszczenie kolei przez Sonderkomando der Wehrmacht
- 6 lutego 1946 – uruchomienie pierwszych powojennych połączeń z Piaseczna do Dworca Południowego
- 22 marca 1946 – uruchomienie pierwszych powojennych połączeń z Iwicznej do Wilanowa
- 1 maja 1946 – uruchomienie pierwszych powojennych połączeń z Wilanowa do stacji Belweder
- 1 stycznia 1949 – przejęcie kolei grójeckiej przez PKP
- 1 lipca 1952 – zamknięcie i rozbiórka odcinka Rozjazd Oborski – Konstancin
- 19 lipca 1957 – zamknięcie odcinka Belweder – Wilanów
- 1958 – otwarcie bocznicy wojskowej na lotnisku w Nowym Mieście i bocznicy do stacji paliw MON w Piasecznie
- 1966 – zamknięcie ruchu pasażerskiego na linii Grójec – Jasieniec
- 1 października 1968 – zamknięcie ruchu pasażerskiego na trasie Dworzec Południowy – Dąbrówka
- 1 grudnia 1969 – likwidacja odcinka Dworzec Południowy – Dąbrówka
- 1 lutego 1970 – likwidacja odcinka Grójec – Jasieniec
- 1 sierpnia 1971 – zamknięcie i likwidacja następujących linii: Dąbrówka – Iwiczna – Piaseczno, Wilanów – Iwiczna, Piaseczno – Góra Kalwaria
- 1976 – wprowadzenie do eksploatacji wagonów transporterów
- 1 stycznia 1988 – zamknięcie ruchu osobowego na trasie Grójec – Nowe Miasto
- 1 lipca 1991 – zamknięcie przewozów pasażerskich
- 1994 – wpisanie kolei grójeckiej do rejestru zabytków województw warszawskiego i radomskiego
- 1 września 1996 – zamknięcie ruchu towarowego
- 19 maja 1998 – powstanie Towarzystwa Restauracji Grójeckiej Kolei Wąskotorowej
- 3 października 1998 – w Piasecznie obchodzono 100-lecie kolei grójeckiej
- 4 października 1998 – uruchomienie parowozu Px48-3917, kupionego od ZNTK Piła
- 2000 – Towarzystwo Restauracji Grójeckiej Kolei Wąskotorowej przekształciło się w Piaseczyńskie Towarzystwo Kolei Wąskotorowej
- czerwiec 2002 – przekazanie przez PKP Grójeckiej Kolei Wąskotorowej władzom samorządowym powiatu piaseczyńskiego, a następnie w użytkowanie Piaseczyńskiemu Towarzystwu Kolei Wąskotorowej
- 2003 – rozpoczęcie remontu kapitalnego torowiska od Piaseczna do Tarczyna ze środków ONZ przyznanych Piaseczyńskiemu Towarzystwu Kolei Wąskotorowej
- 2004 – od początku roku zaczęto używać oficjalnie nazwy PIASECZYŃSKA KOLEJ WĄSKOTOROWA. Zdecydowano się na tę zmianę z uwagi na fakt, że całość obsługi nieruchomości, taboru i wszystkich spraw związanych z administrowaniem obiektu odbywa się w Piasecznie. 30 kwietnia 2004 roku Piaseczyńskie Towarzystwo Kolei Wąskotorowej, operator ww. kolei, uzyskało licencję na przewóz osób jako pierwszy operator kolei wąskotorowych w Polsce. Pierwszy pociąg po odtworzeniu funkcjonowania kolejki
- sierpień 2009 – wznowienie przejazdów kolejki do Grójca w charakterze turystycznym
- 3 października 2010 – ostatni przejazd kolejki do Grójca, obecnie pociągi PKW kursują wyłącznie na trasie Piaseczno–Tarczyn.